# 游曉穎
游曉穎（1986年10月25日—），四川成都人，中國大陸女編劇。

## 電影生涯
游曉穎畢業於中央戲劇學院戲劇文學系。
游曉穎以自身經歷與導演張艾嘉耗費6年修定《相愛相親》劇本。
2017年張艾嘉、游曉穎以《相愛相親》獲第54屆金馬獎最佳編劇提名及贏得第37屆香港電影金像獎最佳編劇。
2021年4月，她编剧的又一部亲情电影《我的姐姐》上映。
2024年11月，她编剧的《小小的我》入围第37届东京国际电影节主竞赛单元并获得观众选择奖，同年12月27日在中国大陆公映。她在该片中客串出演培训机构负责人一角。
2025年，担任姜文执导电影《你行！你上！》联合编剧。